# Wilhelm von Stamm
Wilhelm von Stamm (mort el 17 de gener de 1905) fou un mestre d'escacs letó.
El 1899 Von Stamm va guanyar a Riga (1r congrés Bàltic, torneig B), el 1900 fou 4t a Riga (el campió fou T. Muller), empatà als llocs 11è-12è a Riga 1900/01 (el campió fou Kārlis Bētiņš), empatà al primer lloc amb Karl Wilhelm Rosenkrantz, K. Behting i W. Sohn a Dorpat 1901 (2n Congrés Bàltic), va guanyar a Riga 1902, fou 18è al torneig de Kíev de 1903 (3r torneig de Mestres de Totes les Rússies, el campió fou Mikhaïl Txigorin), i fou 10è a Reval 1904 (els campions foren Bernhard Gregory i V. Ostrogsky).